# Puerto Candelaria
Puerto Candelaria es una agrupación musical colombiana que surgió en el 2000 en la ciudad de Medellín bajo la dirección del músico, pianista, productor y ganador del Grammy Latino Juancho Valencia. La música del grupo presenta una fusión de géneros como el chucu chucu, la cumbia, el rock, la música tropical y el jazz. 
Han publicado hasta la fecha trece álbumes de forma independiente, mediante su sello propio, Merlín Producciones. En 2019 obtuvieron un Premio Grammy Latino en la categoría de mejor álbum de cumbia o vallenato por su producción Yo me llamo cumbia.

## Historia
Puerto Candelaria fue creado en la ciudad de Medellín en el año 2000 por el músico Juancho Valencia como una propuesta que fusionaba una gran variedad de géneros musicales propios de la cultura colombiana, además de jazz y rock. Sus integrantes han denominado este género como jazz a lo colombiano.
Desde el comienzo el grupo se consideró "un lugar imaginario y a la vez real", donde además de la música eran importantes otras artes como el teatro, la danza, el cine y los elementos más destacados eran la ironía, el humor y la alegría. En ese "lugar imaginario", los músicos tienen su alter ego, por ejemplo, Juancho Valencia, el director y pianista, se convierte en el Sargento Remolacha, y Eduardo González, bajista y cantante, es El Caballero del Bajo.
Mediante su propio sello discográfico, Merlín Producciones, la agrupación ha publicado nueve álbumes hasta la fecha, iniciando en el año 2000 con Kolombian jazz, siguiendo con Llegó la Banda en 2006, luego Vuelta Canela en 2010 y Cumbia Rebelde en 2011. En 2014 presentaron su primer álbum en vivo, titulado Amor y Deudas. 
En 2019 presentaron tres álbumes, Yo me llamo cumbia, Cinema Trópico y Cantina La Foule. Este último disco contiene canciones como "Padam, padam..." de Edith Piaf y "Que nadie sepa mi sufrir", tema originalmente compuesto por los argentinos Ángel Cabral y Enrique Dizeo y que Édith Piaf adaptara al francés con el nombre de "La Foule". Otras canciones destacadas del disco son "Can't Take My Eyes Off You", interpretada originalmente por Frankie Valli, "Dile que por mí no tema" de Celia Cruz y "Senderito de amor", compuesta por el mexicano Ventura Romero y que fue interpretada por cantantes como Pedro Infante y Julio Jaramillo. Yo Me Llamo Cumbia le valió a la agrupación obtener un Premio Grammy Latino en la categoría de mejor álbum de cumbia o vallenato.

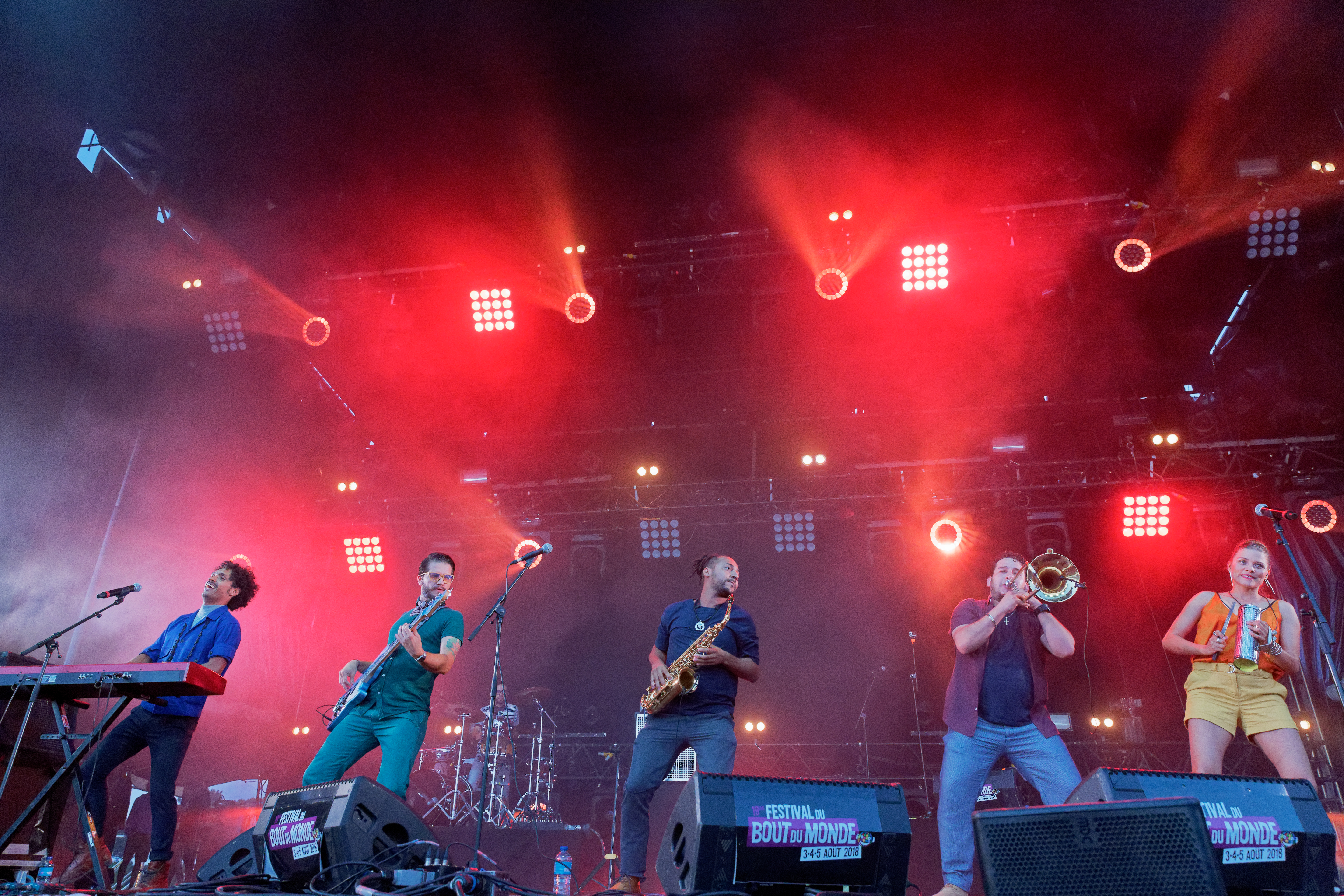
Puerto Candelaria en vivo en el Festival du Bout du Monde, 2018.

En 2020 Puerto Candelaria regresó a sus raíces musicales, lanzando a través de la plataforma Patreon un disco secreto de jazz, que une reconocidos estándares del género y nuevas creaciones en The Secret Of The Shadow.
La agrupación ha participado en una gran cantidad de importantes eventos musicales alrededor del mundo, entre los que destacan el Festival de Jazz de San Sebastián (2008), la Exposición Universal de Shanghái (2010), 
Feria Quitombe (2010), el Festival de Otoño de Buenos Aires (2011), el Festival de Jazz de Caracas (2011), el Festival Vive Latino en México (2013), el Altavoz Fest de Medellín (2014), el Festival Grand Performances de Los Ángeles (2015), el Festival Estéreo Picnic de Bogotá (2015) y el Festival Rock al Parque (2016), también en Bogotá. Han realizado además colaboraciones con artistas y grupos destacados como Andrea Echeverri, Catalina García, Herencia de Timbiquí, La Yegros y Fanfare Ciocărlia.

## Músicos

### Actuales
- Juancho Valencia El Sargento Remolacha - Piano, producción, dirección
- Eduardo González El Caballero del Bajo - Bajo y voz
- Catalina Calle Catt - Voz
- Didier Martínez Diggy Pajarito - Percusión
- Lucas Tobón Luka - Saxofón
- Juan Esteban Rua Rux - Trombón

|                                             |
| Maga la Maga, vocalista del grupo 2015-2018 |

|                  |
| Eduardo González |

|                                       |
| Cristian Ríos, trombonista hasta 2018 |

|                  |
| Juancho Valencia |

## Discografía
- 2000 - Kolombian jazz
- 2006 - Llegó la banda
- 2010 - Vuelta canela
- 2011 - Cumbia rebelde
- 2014 - Amor y deudas (CD y DVD)
- 2019 - Yo me llamo cumbia
- 2019 - Cinema Trópico
- 2019 - Cantina La Foule
- 2020 - The Secret Of The Shadow
- 2022 - La Sinfonía de los Bichos Raros [Musical]
- 2022 - La Sinfonía de los Bichos Raros [Banda sonora de la serie]
- 2023 - La Sociedad de la Cumbia
- 2024 - Puerto Candelaria Filamónico
- 2025 - Fiesta Candelaria

## Premios y nominaciones

### Latin Grammy
| Año  | Trabajo nominado                | Categoría                         | Resultado |
| ---- | ------------------------------- | --------------------------------- | --------- |
| 2019 | Yo Me Llamo Cumbia              | Álbum de Cumbia/Vallenato         | Ganador   |
| 2022 | La Sinfonía De Los Bichos Raros | Álbum de Música Latina Para niños | Nominado  |

| Año  | Trabajo Nominador               | Categoría                                      | Resultado |
| ---- | ------------------------------- | ---------------------------------------------- | --------- |
| 2024 | La Sociedad de la Cumbia        | Mejor Miniserie de Ficción                     | Nominado  |
| 2024 | La Sociedad de la Cumbia        | Mejor Producción Musical                       | Nominado  |
| 2024 | La Sociedad de la Cumbia        | Mejor Musicalización                           | Nominado  |
| 2024 | La Sociedad de la Cumbia        | Mejor Dirección de arte                        | Nominado  |
| 2023 | La Sinfonía de los Bichos Raros | Mejor Miniserie de Ficción                     | Ganador   |
| 2023 | La Sinfonía de los Bichos Raros | Mejor contenido de Inclusión social            | Ganador   |
| 2023 | La Sinfonía de los Bichos Raros | Mejor dirección musical                        | Ganador   |
| 2023 | La Sinfonía de los Bichos Raros | Mejor Diseño sonoro                            | Ganador   |
| 2023 | La Sinfonía de los Bichos Raros | Mejor Actriz de reparto (Kei Linch)            | Ganador   |
| 2023 | La Sinfonía de los Bichos Raros | Mejor actor de reparto (Jacques Toukhmanian)   | Ganador   |
| 2023 | La Sinfonía de los Bichos Raros | Mejor actriz favorita del público (Catt Calle) | Nominado  |
| 2023 | La Sinfonía de los Bichos Raros | Mejor actriz revelación (Catt Calle)           | Nominado  |
| 2023 | La Sinfonía de los Bichos Raros | Mejor actriz protagónica (Catt Calle)          | Nominado  |
| 2023 | La Sinfonía de los Bichos Raros | Mejor libreto de ficción                       | Nominado  |
| 2023 | La Sinfonía de los Bichos Raros | Mejor edición                                  | Nominado  |
| 2023 | La Sinfonía de los Bichos Raros | Mejor dirección de fotografía                  | Nominado  |
| 2023 | La Sinfonía de los Bichos Raros | Mejor dirección                                | Nominado  |
| 2023 | La Sinfonía de los Bichos Raros | Producción favorita del público                | Nominado  |
| 2023 | La Sinfonía de los Bichos Raros | Mejor Producción infantil                      | Nominado  |
| 2023 | La Sinfonía de los Bichos Raros | Mejor dirección de arte                        | Nominado  |

### Premios Nuestra Tierra
| Año  | Trabajo nominado        | Categoría                  | Resultado |
| ---- | ----------------------- | -------------------------- | --------- |
| 2020 | Pepe                    | Canción folclórica del Año | Nominado  |
| 2021 | Puerto Candelaria       | Mejor Artista Folclórico   | Nominado  |
| 2021 | Mi Pueblo Natal         | Canción folclórica del Año | Nominado  |
| 2021 | Colombia Cuida Colombia | Mejor presentación en vivo | Nominado  |